# 坚信爱会赢
《坚信爱会赢》是一首以应对2019冠状病毒病疫情为主题的MV，于2022年首发。梁芒担任MV的歌曲作词、舒楠作曲，王力宏、田桐、成龙、李光洁、肖战、吴京、沈腾、钟镇涛、任达华、惠英红、莫华伦、马国明、刘恺威等多位明星参与录制，该MV由中国文学艺术界联合会、中国电视艺术家协会、中国电影家协会等多方共同出品。